# Bertula similalis
Bertula similalis är en fjärilsart som beskrevs av Swinhoe 1906. Bertula similalis ingår i släktet Bertula och familjen nattflyn. Inga underarter finns listade i Catalogue of Life.